# Tanacetum abrotanoides
Tanacetum abrotanoides là một loài thực vật có hoa trong họ Cúc. Loài này được K.Bremer & Humphries miêu tả khoa học đầu tiên năm 1993.